# Victoria Osteen
Victoria Osteen nacida como Victoria Iloff  (Huntsville, Alabama, 28 de marzo de 1961) es una conferencista, telepredicadora y escritora estadounidense, reconocida por ser la esposa de Joel Osteen, nuera de John Osteen y co-pastora de la Iglesia Lakewood en Houston, Texas.

## Biografía

### Primeros años y familia
Victoria Osteen nacida como Victoria Iloff nació en Huntsville, Alabama, el 28 de marzo de 1961 vivía cerca del Centro Marshall de vuelos espaciales, donde su padre, Donald Iloff, un matemático de General Electric, era miembro del equipo del proyecto del cohete Saturno de General Electric dirigido por el científico espacial alemán Wernher von Braun. En 1963, a la edad de dos años, Osteen se mudó con su familia a Houston, Texas, cuando su padre tomó un puesto en la NASA.  Creció en un suburbio del sureste de Houston, cerca del Centro de Naves Espaciales Tripuladas.(ahora conocido como el Centro Espacial Johnson).
Al crecer, Osteen asistió a una Iglesia de Cristiana cercana relativamente conservadora, donde su madre, Georgine Iloff, enseñaba en la escuela dominical y su padre era diácono. Osteen asistió (aunque no se graduó) a la Universidad de Houston, donde estudió psicología mientras trabajaba en el negocio de joyería de su madre. Fue mientras trabajaba en la joyería que conoció a Joel Osteen en 1985 cuando entró para comprar una batería nueva para el reloj.

### Vida personal
El 4 de abril de 1987, Victoria Osteen (de soltera Iloff) se casó con Joel Osteen , con quien más tarde se convertiría  co-pastora de la Iglesia Lakewood en Houston, Texas. Tienen dos hijos Jonathan Osteen, Alexandra Osteen.

### Carrera
Osteen fundó el Ministerio de Mujeres de la Iglesia Lakewood en 2003, donde actualmente se desempeña como co-pastora. Su parte del servicio se puede ver en un programa de una hora transmitido por Daystar Television Network ya través de una transmisión en vivo por Internet, otras actividades incluyen un artículo regular en la estación de radio de Houston 89.3 KSBJ . También apoya a las organizaciones Feed the Children y The Bridge, un refugio para mujeres maltratadas.

### Acerca de su obra literaria
El primer libro de Osteen, titulado Ama Tu Vida: Vivir Feliz, Saludable y Completo (ISBN  978-0743296984) fue publicado por Simon & Schuster y puesto a la venta el 14 de octubre de 2008. Debutó en el número 2 en The New York Times Best Seller list. Con 750.000 copias, la impresión inicial de ma Tu Vida: Vivir Feliz, Saludable y Completo fue una de las más grandes de cualquier editorial estadounidense en 2008.
En enero de 2009, Osteen lanzó un set de libros para niños publicados por el sello Little Simon de Simon & Schuster que vienen en una caja y traen los libros "Mi corazón feliz", "Tesoros inesperados" y "Regalos del corazón", que son libros infantiles cristianos que sirven como recurso para los padres que desean criar a sus hijos en el conocimiento de Dios.
Su acuerdo de cinco años con Simon & Schuster cubre 13 libros para niños, incluida una Biblia.

## Controversias

### Demanda
En diciembre de 2005, en un vuelo de Continental Airlines de Houston a Vail , una azafata acusó a Osteen de empujarla después de que se le solicitara líquido en el apoyabrazos; esta afirmación fue disputada por testigos. La FAA multó a Osteen con $ 3,000, y la azafata, Sharon Brown, posteriormente presentó una demanda civil contra Osteen, buscando $405,000 en daños. Un jurado de Houston se puso del lado de Osteen, y el capataz calificó la demanda como una pérdida de tiempo, eximiéndola de responsabilidad civil en agosto de 2008.

## Libros
- Ánimo para una vida excepcional (2021)
- Sin miedo y libre: ¡Pensamientos inspiradores para establecer su actitud y acciones para un gran día! (2020)
- Diario excepcional (2019)
- ¡Excepcional tú! 7 formas de vivir animado, empoderado e intencional (2019)
- Nuestra mejor vida juntos: un devocional diario para parejas (2018)
- Despierta a la esperanza: devocional (2016)
- Lecturas diarias de Love Your Life: devociones para vivir felices, saludables y completos. Prensa libre (2011)
- Regalos del Corazón. Inspiraciones del pequeño Simón (2010)
- Tesoros inesperados. Inspiraciones del pequeño Simón (2009)
- Ama tu vida: vivir feliz, saludable y completo: vivir feliz, saludable y completo. Simón y Schuster (2008)